# NGC 156
NGC 156 è una coppia di stelle situate nella costellazione della Balena.
Sono state osservate e descritte dall'astronomo tedesco Wilhelm Tempel nel 1882.